# Partecipanti al Giro d'Italia 1991
Elenco dei partecipanti al Giro d'Italia 1991.
Il Giro d'Italia 1991 fu la settantaquattresima edizione della corsa. Alla competizione hanno presero 20 squadre, ciascuna delle quali composta da nove corridori, per un totale di 180 ciclisti. La corsa partì il 26 maggio da Olbia e terminò il 16 giugno a Milano; in quest'ultima località portarono a termine la competizione 133 corridori. 

## Corridori per squadra
Nota: R ritirato, NP non partito, FT fuori tempo, SQ squalificato.
| Gatorade-Chateau d'Ax  | Gatorade-Chateau d'Ax  | Gatorade-Chateau d'Ax  | Colnago-Lampre               | Colnago-Lampre               | Colnago-Lampre               | Pony Malta-Avianca             | Pony Malta-Avianca             | Pony Malta-Avianca             |
| ---------------------- | ---------------------- | ---------------------- | ---------------------------- | ---------------------------- | ---------------------------- | ------------------------------ | ------------------------------ | ------------------------------ |
| 1                      | Gianni Bugno           | 4º                     | 71                           | Luigi Botteon                | 115º                         | 141                            | Pablo Wilches                  | R 14ª                          |
| 2                      | Stefano Zanatta        | 131º                   | 72                           | Gianluca Bortolami           | 16º                          | 142                            | Alberto Ramírez Duban          | 53º                            |
| 3                      | Mario Kummer           | 77º                    | 73                           | Davide Bramati               | 79º                          | 143                            | Ángel Miguel Sanabria          | 59º                            |
| 4                      | Roberto Gusmeroli      | 31º                    | 74                           | Stefano Cortinovis           | 82º                          | 144                            | Demetrio Cuspoca               | 44º                            |
| 5                      | Giuseppe Calcaterra    | 117º                   | 75                           | Dario Nicoletti              | 102º                         | 145                            | Nelson Rodríguez               | 12º                            |
| 6                      | Giovanni Fidanza       | 110º                   | 76                           | Maurizio Piovani             | 38º                          | 146                            | Alvaro Lozano                  | 50º                            |
| 7                      | Valerio Tebaldi        | 47º                    | 77                           | Oscar Pellicioli             | R 17ª                        | 147                            | Ediberto Marino                | R 13ª                          |
| 8                      | Mario Scirea           | 105º                   | 78                           | Ján Svorada                  | 126º                         | 148                            | Juan Carlos Arias              | FTM 4ª                         |
| 9                      | Marco Giovannetti      | 8º                     | 79                           | Marek Szerszyński            | 48º                          | 149                            | Raphaël Tolosa                 | 65º                            |
| Amore & Vita-Fanini    | Amore & Vita-Fanini    | Amore & Vita-Fanini    | Del Tongo-MG Boys Maglificio | Del Tongo-MG Boys Maglificio | Del Tongo-MG Boys Maglificio | Selle Italia-Magniarredo-Vetta | Selle Italia-Magniarredo-Vetta | Selle Italia-Magniarredo-Vetta |
| 11                     | Andrea Chiurato        | R 17ª                  | 81                           | Franco Ballerini             | NP 20ª                       | 151                            | Leonardo Sierra                | 7º                             |
| 12                     | Daniel Castro          | 123º                   | 82                           | Fabio Baldato                | R 13ª                        | 152                            | Andrea Tafi                    | NP 19ª                         |
| 13                     | Fabrizio Convalle      | R 13ª                  | 83                           | Francesco Cesarini           | 97º                          | 153                            | Raimondo Vairetti              | R 11ª                          |
| 14                     | Stefano Della Santa    | 22º                    | 84                           | Franco Chioccioli            | 1º                           | 154                            | Daniël Wyder                   | 87º                            |
| 15                     | Florido Barale         | 91º                    | 85                           | Mario Cipollini              | 124º                         | 155                            | Arno Wohlfahrter               | R 4ª                           |
| 16                     | Maurizio Molinari      | 127º                   | 86                           | Luca Gelfi                   | 86º                          | 156                            | Roberto Caruso                 | R 12ª                          |
| 17                     | Brian Petersen         | 98º                    | 87                           | Zenon Jaskuła                | 9º                           | 157                            | Richard Parra                  | 51º                            |
| 18                     | Roberto Pelliconi      | 108º                   | 88                           | Eros Poli                    | 129º                         | 158                            | Andrea Michelucci              | NP 4ª                          |
| 19                     | Eddy Salas             | 81º                    | 89                           | Fabio Roscioli               | 80º                          | 159                            | Andrea de Mitri                | R 6ª                           |
| Banesto                | Banesto                | Banesto                | Gis Gelati-Ballan            | Gis Gelati-Ballan            | Gis Gelati-Ballan            | Seur Deportes                  | Seur Deportes                  | Seur Deportes                  |
| 21                     | Pedro Delgado          | 15º                    | 91                           | Maurizio Vandelli            | NP 20ª                       | 161                            | Ronan Pensec                   | 32º                            |
| 22                     | Fabian Fuchs           | 21º                    | 92                           | Giuseppe Petito              | 69º                          | 162                            | Viktor Klimov                  | 34º                            |
| 23                     | Dominique Arnaud       | 33º                    | 93                           | Silvio Martinello            | 101º                         | 163                            | José Recio                     | R 12ª                          |
| 24                     | Armand de Las Cuevas   | FTM 4ª                 | 94                           | Bruno Leali                  | 70º                          | 164                            | José Ignacio Cano              | 100º                           |
| 25                     | Julián Gorospe         | 56º                    | 95                           | Enrico Galleschi             | 103º                         | 165                            | Eleuterio Anguita              | 72º                            |
| 26                     | Rubén Gorospe          | 40º                    | 96                           | Walter Magnago               | 78º                          | 166                            | Federico García Melia          | 35º                            |
| 27                     | Aitor Garmendia        | 89º                    | 97                           | Fabio Bordonali              | 73º                          | 167                            | Roque de la Cruz               | R 15ª                          |
| 28                     | Juan Martínez Oliver   | 106º                   | 98                           | Dario Bottaro                | 119º                         | 168                            | José Salvador Sanchis Tormo    | R 17ª                          |
| 29                     | Jean-François Bernard  | 14º                    | 99                           | Germano Pierdomenico         | 39º                          | 169                            | José Urea                      | 55º                            |
| Carrera Jeans-Vagabond | Carrera Jeans-Vagabond | Carrera Jeans-Vagabond | Italbonifica-Navigare        | Italbonifica-Navigare        | Italbonifica-Navigare        | TVM-Sanyo                      | TVM-Sanyo                      | TVM-Sanyo                      |
| 31                     | Claudio Chiappucci     | 2º                     | 101                          | Stefano Allocchio            | 132º                         | 171                            | Jos van der Pas                | 130º                           |
| 32                     | Flavio Giupponi        | R 16ª                  | 102                          | Michele Moro                 | 24º                          | 172                            | Johan Capiot                   | R 15ª                          |
| 33                     | Volodymyr Pulnikov     | 11º                    | 103                          | Massimo Podenzana            | 52º                          | 173                            | Jaanus Kuum                    | R 1ª                           |
| 34                     | Džamolidin Abdužaparov | 116º                   | 104                          | Michele Coppolillo           | NP 13ª                       | 174                            | Jörg Müller                    | 71º                            |
| 35                     | Maximilian Sciandri    | R 17ª                  | 105                          | Fabiano Fontanelli           | 120º                         | 175                            | Marc Siemons                   | 111º                           |
| 36                     | Massimo Ghirotto       | R 20ª                  | 106                          | Sergio Carcano               | 46º                          | 176                            | Martin Schalkers               | 107º                           |
| 37                     | Giancarlo Perini       | 85º                    | 107                          | Stefano Zanini               | 104º                         | 177                            | Peter Meinert Nielsen          | 84º                            |
| 38                     | Alessandro Giannelli   | 27º                    | 108                          | Fabrizio Settembrini         | 95º                          | 178                            | Rob Harmeling                  | 113º                           |
| 39                     | Enrico Zaina           | 45º                    | 109                          | William Dazzani              | R 6ª                         | 179                            | Scott Sunderland               | R 15ª                          |
| Castorama              | Castorama              | Castorama              | Jolly Componibili-Club 88    | Jolly Componibili-Club 88    | Jolly Componibili-Club 88    | ZG Mobili-Bottecchia           | ZG Mobili-Bottecchia           | ZG Mobili-Bottecchia           |
| 41                     | Laurent Fignon         | R 17ª                  | 111                          | Daniel Steiger               | R 12ª                        | 181                            | Stefano Colagè                 | R 17ª                          |
| 42                     | Dominique Arnould      | 29º                    | 112                          | Paolo Botarelli              | 96º                          | 182                            | Giuseppe Citterio              | R 4ª                           |
| 43                     | Jean-Claude Bagot      | 28º                    | 113                          | Stefano Giuliani             | R 6ª                         | 183                            | Mauro Consonni                 | 122º                           |
| 44                     | Jacky Durand           | 90º                    | 114                          | Endrio Leoni                 | 133º                         | 184                            | Gianni Faresin                 | 17º                            |
| 45                     | Dominique Garde        | R 17ª                  | 115                          | Edoardo Rocchi               | 114º                         | 185                            | Silvano Lorenzon               | 92º                            |
| 46                     | Bjarne Riis            | 43º                    | 116                          | Claudio Brandini             | 125º                         | 186                            | Gianluca Pierobon              | R 15ª                          |
| 47                     | Jean-Philippe Rouxel   | 75º                    | 117                          | Giovanni Strazzer            | 121º                         | 187                            | Davide Perona                  | 112º                           |
| 48                     | Didier Thueux          | FTM 11ª                | 118                          | Marco Vitali                 | 37º                          | 188                            | Mario Mantovan                 | 94º                            |
| 49                     | Frédéric Vichot        | R 19ª                  | 119                          | Franco Vona                  | 18º                          | 189                            | Flavio Vanzella                | 93º                            |
| Ceramiche Ariostea     | Ceramiche Ariostea     | Ceramiche Ariostea     | Lotus-Festina                | Lotus-Festina                | Lotus-Festina                | Z-Sanson                       | Z-Sanson                       | Z-Sanson                       |
| 51                     | Adriano Baffi          | NP 4ª                  | 121                          | Roberto Pagnin               | NP 17ª                       | 191                            | Greg LeMond                    | NP 15ª                         |
| 52                     | Davide Cassani         | R 21ª                  | 122                          | Acácio da Silva              | 57º                          | 192                            | Éric Boyer                     | 6º                             |
| 53                     | Roberto Conti          | 42º                    | 123                          | Juan Tomas Martínez          | 19º                          | 193                            | Christophe Capelle             | R 15ª                          |
| 54                     | Giorgio Furlan         | 60º                    | 124                          | Mathieu Hermans              | R 2ª                         | 194                            | Philippe Casado                | 76º                            |
| 55                     | Federico Ghiotto       | NP 10ª                 | 125                          | Luc Suykerbuyk               | 66º                          | 195                            | Atle Kvålsvoll                 | 30º                            |
| 56                     | Bruno Cenghialta       | 88º                    | 126                          | Juan Valbuena Roset          | 41º                          | 196                            | Miguel Arroyo                  | 25º                            |
| 57                     | Massimiliano Lelli     | 3º                     | 127                          | Ramon González Arrieta       | 61º                          | 197                            | Gilbert Duclos-Lassalle        | 36º                            |
| 58                     | Marco Lietti           | 62º                    | 128                          | Vadim Šabalkin               | R 18ª                        | 198                            | François Lemarchand            | 49º                            |
| 59                     | Rolf Sørensen          | NP 4ª                  | 129                          | Andrej Zubov                 | 83º                          | 199                            | Robert Forest                  | R 12ª                          |
| CLAS-Cajastur          | CLAS-Cajastur          | CLAS-Cajastur          | ONCE                         | ONCE                         | ONCE                         |                                |                                |                                |
| 61                     | Federico Echave        | 13º                    | 131                          | Stephen Hodge                | 26º                          |                                |                                |                                |
| 62                     | Nico Emonds            | 128º                   | 132                          | Miguel Ángel Martínez Torres | 68º                          |                                |                                |                                |
| 63                     | Francisco Espinosa     | 63º                    | 133                          | Marino Lejarreta             | 5º                           |                                |                                |                                |
| 64                     | Casimiro Moreda        | 109º                   | 134                          | Eduardo Chozas               | 10º                          |                                |                                |                                |
| 65                     | Ángel Camarillo        | R 17ª                  | 135                          | Kenneth Weltz                | 99º                          |                                |                                |                                |
| 66                     | Javier Duch            | 118º                   | 136                          | Pedro Luis Díaz Zabala       | 58º                          |                                |                                |                                |
| 67                     | Fernando Escartín      | 67º                    | 137                          | Javier Aldanondo             | 74º                          |                                |                                |                                |
| 68                     | Alberto Leanizbarrutia | 64º                    | 138                          | Luis Maria Díaz de Otazu     | 54º                          |                                |                                |                                |
| 69                     | Iñaki Gastón           | 23º                    | 139                          | Santos Hernández             | 20º                          |                                |                                |                                |

### Legenda
| Legenda          | Legenda | Legenda       | Legenda                                                  |
| ---------------- | --- | ------------- | -------------------------------------------------------- |
| Dorsale          | Dorsale di partenza del ciclista | Posizione     | Posizione finale nella classifica generale               |
| Maglia rosa      | Indica il vincitore della classifica generale                                                                                        | Maglia verde  | Indica il vincitore della classifica dei GPM             |
| Maglia ciclamino | Indica il vincitore della classifica a punti                                                                                         | Maglia bianca | Indica il vincitore della classifica dei giovani         |
| NP               | Indica un ciclista che non è ripartito in una tappa la mattina                                                                       | R             | Indica un ciclista che si è ritirato in una tappa        |
| FTM              | Indica un ciclista che ha concluso una tappa fuori tempo, ossia ha impiegato più tempo rispetto a quanto stabilito dal tempo massimo | EX            | Corridore escluso per non aver rispettato il regolamento |

## Corridori per nazione
Le nazionalità rappresentate nella manifestazione sono 20; in tabella il numero dei ciclisti suddivisi per la propria nazione di appartenenza:
| Numero corridori | Nazione                                                                    |
| ---------------- | -------------------------------------------------------------------------- |
| 87               | Italia                                                                     |
| 29               | Spagna                                                                     |
| 18               | Francia                                                                    |
| 9                | Colombia                                                                   |
| 6                | Paesi Bassi                                                                |
| 5                | Danimarca                                                                  |
| 4                | Svizzera, Unione Sovietica                                                 |
| 3                | Australia                                                                  |
| 2                | Belgio, Norvegia, Polonia, Venezuela                                       |
| 1                | Austria, Germania, Messico, Rep. Ceca, Portogallo, Stati Uniti, Uzbekistan |